# Terme romane di Cahors

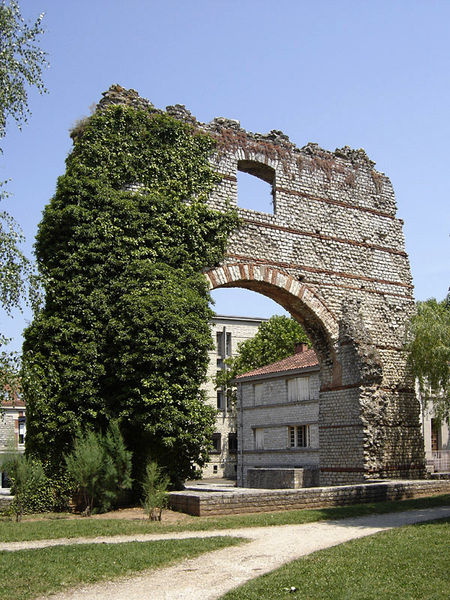
Facciata sud del cosiddetto "arco di Diana", principale resto delle terme romane di Cahors

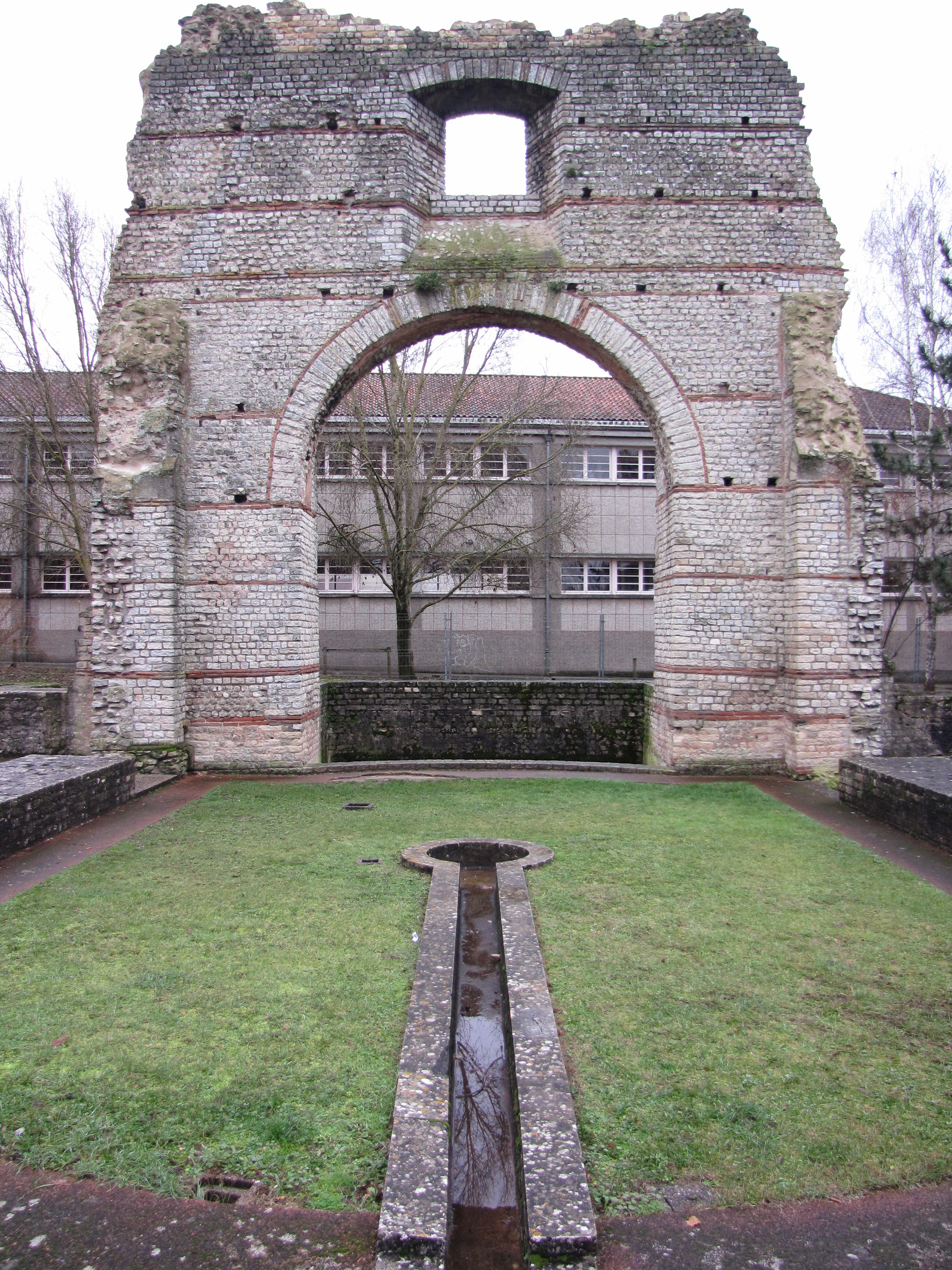
Facciata nord del cosiddetto "arco di Diana"

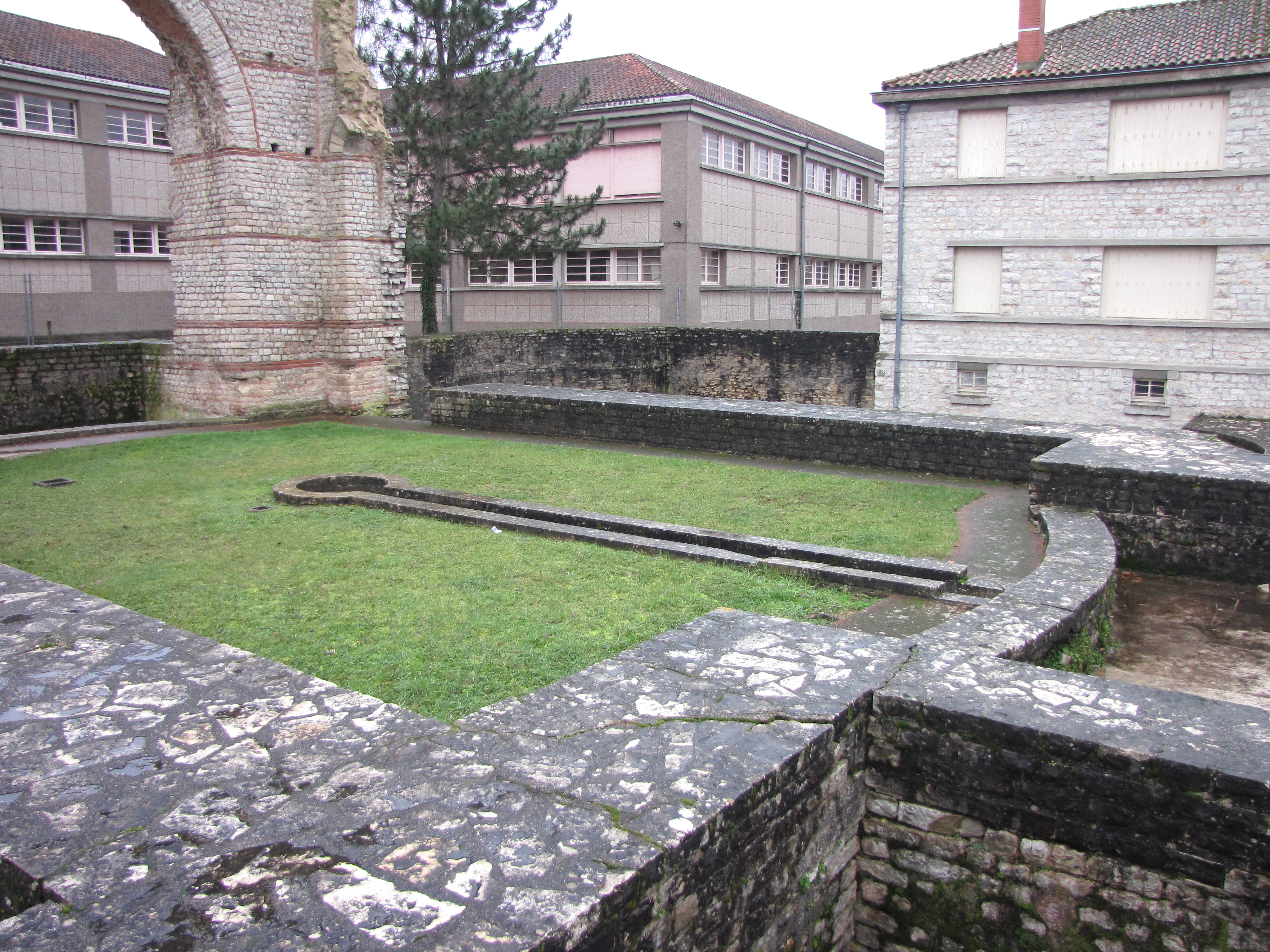
I resti della sala termale a cui appartiene il cosiddetto "arco di Diana"

Le terme romane di Cahors sono un complesso termale di Divona Cadurcorum, oggi Cahors nel dipartimento del Lot (regione di Occitania, Francia), risalente alla seconda metà del II secolo.
I maggiori resti in elevato dell'edificio sono costituiti dal cosiddetto arco di Diana.

## Storia
Nella zona era sorto in origine forse un portico, di cui è stato rinvenuto negli scavi degli anni 1950 un muro in opera quadrata di arenaria (proveniente da Frontenac). Successivamente questo primo edificio fu obliterato da un'altra costruzione, della fine del I o degli inizi del II secolo, edificata in blocchetti di calcare proveniente dalla valle del fiume Lot.
Il terzo edificio è costituito dalle terme della seconda metà del II secolo e probabilmente subì rimaneggiamenti nel III secolo (pavimentazione a mosaico policromo a decorazione geometrica). L'edificio dovette essere spoliato in epoca tardo-antica, nel IV o V secolo, e riutilizzato per altri usi
I resti delle terme furono occupati a partire dal XIII secolo dal convento delle Clarisse, che in parte contribuirono alla demolizione di alcuni resti. Nel 1826 era stato rinvenuto in corrispondenza dell'ex convento un frammento di mosaico policromo con decorazione geometrica e con un delfino e un tridente. Rimesso nuovamente in luce nel 1874 lo si trovò molto rovinato e presto sparì del tutto.
Il cosiddetto arco, collegato nella tradizione antiquaria ed erudita a Diana, venne inserito nella lista dei monumenti storici francesi dal 12 luglio 1886.
Nel 1909, in occasione dell'apertura dell'avenue Charles-de-Freyeinet, fu visto l'angolo nord-orientale del recinto delle terme con vasche e condutture. In seguito un tratto di muro conservato presso la nuova strada venne erroneamente interpretato com i resti delle mura antiche della città. Il cosiddetto "arco di Diana" venne restaurato nel 1930.
Nel 1953-1956 degli scavi, condotti in mezzo a grandi difficoltà dal Service d'archives du Lot hanno permesso di rinvenire anche altri resti e permesso di identificarli come un complesso termale: tali resti sono stati iscritti il 4 novembre 1955.

## Descrizione
Lo stabilimento termale si trova nella parte alta della città, all'interno delle mura cinquecentesche, ma al di fuori della città medievale, ristrettasi sulle rive del fiume Lot.
Le terme erano alimentate da un acquedotto che captava le acque a 16 km di distanza, presso l'oppidum di Murciens (nel comune di Cras).
Il cosiddetto "arco di Diana" costituisce l'apertura di un'esedra a pianta rettangolare che si apriva su una vasta sala con piscina.
La parete, spessa circa 1,2 m, si conserva per un'altezza di 11,50 m ed è orientata in senso est-ovest. Il grande arco, largo 6 m e alto altrettanto è sormontato da una finestra restaurata nel 1930. La parete era realizzata in opera mista di blocchetti di calcare alternati a filari di laterizi (mattoni), databile alla seconda metà del II secolo.
Le altre strutture, rinvenute negli scavi degli anni 1950, appartenevano a un complesso a pianta rettangolare, limitato da strade sui quattro lati. Il nucleo centrale era costituito da quattro sale rettangolari (una delle quali è quella dell'"arco di Diana") affiancate sui lati lunghi, con esedre a pianta rettangolare, poligonale, semicircolare o ad arco di cerchio sui lati brevi, spesso occupate da vasche. A nord di queste si trovavano delle sale quadrangolari più piccole e una sala rotonda, mentre a sud un'ampia galleria metteva forse in comunicazione con una palestra.
Le pavimentazioni erano costituite da lastre di un calcare bianco a grana fine dalle cave della valle del fiume Lot, a circa 30 km a valle di Cahors, oppure da lastre in marmo bianco di Saint-Béat o in brecce policrome sempre dai Pirenei, o ancora di un serpentino verde venato di bianco dai Massiccio Centrale (marmo di sostituzione per il porfido verde). Sono stati rinvenuti anche un altro mosaico sicuramente attribuibile all'edificio termale, che si aggiunge agli scarsi resti di quello visto nel 1826: entrambi sono datati al III secolo